# I Can't Stand Myself When You Touch Me
I Can't Stand Myself When You Touch Me é o 22º álbum de estúdio do músico americano James Brown. O álbum foi lançado em março de 1968 pela King Records.

## Faixas
| N.º | Título                                            | Duração |  |
| 1.  | "I Can't Stand Myself (When You Touch Me), Pt. 1" | 3:22    |  |
| 2.  | "There Was a Time"                                | 3:35    |  |
| 3.  | "Get It Together, Pt. 1"                          | 3:43    |  |
| 4.  | "Baby, Baby, Baby, Baby"                          | 4:22    |  |
| 5.  | "Time After Time"                                 | 2:57    |  |
| 6.  | "The Soul of J.B." (instrumental)                 | 3:01    |  |
| 7.  | "I Can't Stand Myself (When You Touch Me), Pt. 2" | 4:10    |  |
| 8.  | "Get It Together, Pt. 2"                          | 4:43    |  |
| 9.  | "Why Did You Take Your Love Away from Me"         | 3:02    |  |
| 10. | "Need Your Love So Bad"                           | 3:24    |  |
| 11. | "You've Got to Change Your Mind"                  | 3:48    |  |
| 12. | "Funky Soul #1"                                   | 2:09    |  |